# Sam Mendes

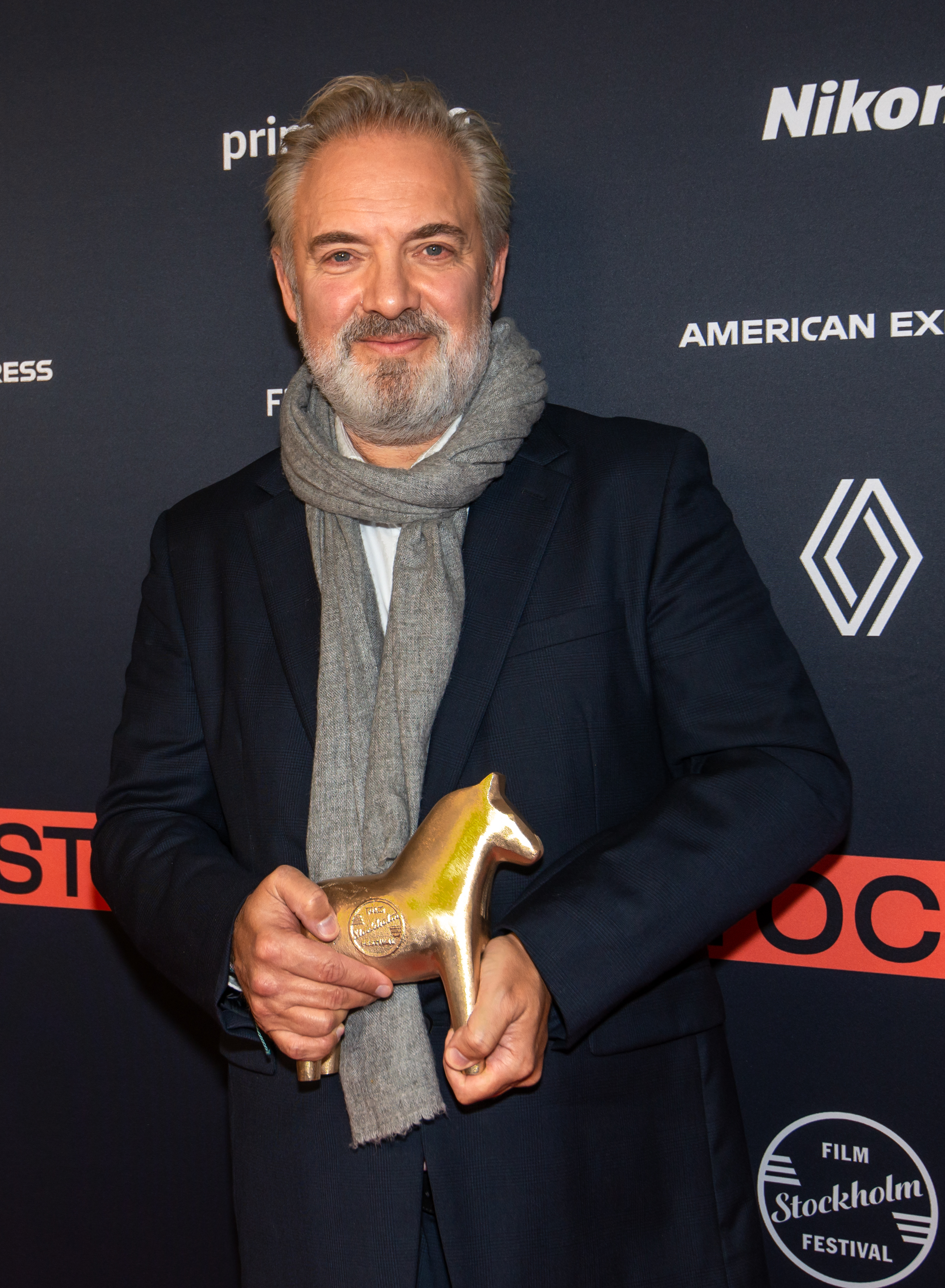
Den brittiske film- och scenregissören, producenten och manusförfattaren Sam Mendes har just tilldelats Stockholm Visionary Award 2022 under Stockholm International Film Festival.

Samuel Alexander "Sam" Mendes, född 1 augusti 1965 i Reading, Berkshire, är en brittisk teaterregissör, filmregissör och filmproducent.

## Karriär
Sam Mendes slog igenom med filmen American Beauty (1999) som han vann både en Oscar och en Golden Globe för i kategorin Bästa regissör. 2009 blev han återigen nominerad till en Golden Globe för Revolutionary Road. 2012 regisserade Mendes den 23:e James Bond-filmen Skyfall och 2015 regisserade han den 24:e Bond-filmen Spectre. 
Mendes har regisserat flera uppmärksammade teater- och musikaluppsättningar i England. Den första större uppsättningen var Körsbärsträdgården med Judi Dench i en av rollerna. För the Royal Shakespeare Company satte han upp flera pjäser där Simon Russell Beale medverkade. Våren 2014 samarbetar de återigen med en uppsättning av Kung Lear. Hans första uruppsättning av en musikal var Charlie and the Chocolate Factory (2013).

## Privatliv
Mendes gifte sig den 24 maj 2003 med Kate Winslet, och de har ett barn tillsammans. Paret skilde sig 2010. 2011–2015 hade han ett förhållande med skådespelaren Rebecca Hall.

## Filmografi (i urval)
- 1999 – American Beauty (regi)
- 2002 – Road to Perdition (regi och produktion)
- 2005 – Jarhead (regi)
- 2008 – Revolutionary Road (regi och produktion)
- 2009 – Away We Go (regi och produktion)
- 2012 – Skyfall (regi)
- 2015 – Spectre (regi)
- 2019 – 1917 (regi, produktion och manus)

## Utmärkelser
- Dallas-Fort Worth Film Critics Association Award för bästa regi, för American Beauty,  1999
- Oscar för bästa regi, för American Beauty,  26 mars 2000[3]
- Dallas-Fort Worth Film Critics Association Award för bästa regi, för 1917,  2019[4]
- Knight Bachelor,  2020
- BAFTA Award för bästa regi, för 1917,  2 februari 2020[5]
- Directors Guild of America Award
- Kommendör av 2 klass av Brittiska imperieorden
- Golden Globe Award för bästa regi
- Society of London Theatre Special Award
- National Board of Review Award för bästa film
- Laurence Olivier Award

[Redigera Wikidata]